# Токат (аеропорт)
Аеропорт Токат (IATA: TJK, ICAO: LTAW) (тур. Tokat Havalimanı) — аеропорт, побудований в 1995 році в Токаті, місті у внутрішній частині Чорноморського регіону Туреччини. 
Польоти з аеропорту кілька разів припинялися та відновлювалися, востаннє у 2017 році. 
Будівництво нового аеропорту розпочалося у 2018 році та завершилося у 2022 році. 
З березня 2022 року Turkish Airlines виконує рейси з аеропорту Токат до Стамбула.

## Історія

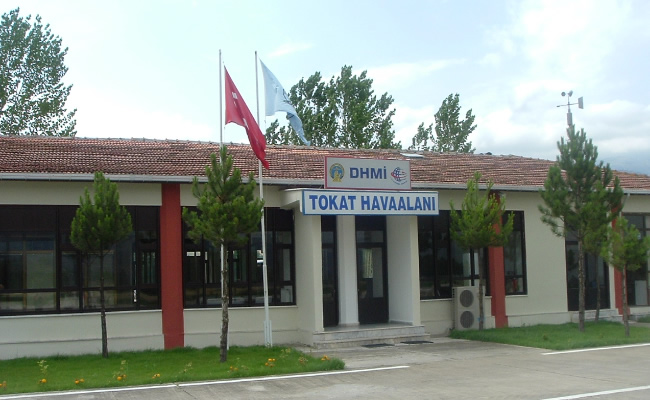
Старий термінал у 2009 році

Перший аеропорт був побудований в 1995 році. 
Аеропорт Токат був закритий у 2001 році, знову відкритий у 2006 році та знову закритий у 2008 році. 
Крім того, у 2008 році мінарет мечеті поблизу було скорочено через те, що він створював ризик для безпеки польотів. 

Операції тривали 2010 — квітень 2017 року, коли всі регулярні рейси були припинені через те, що Borajet, єдиний перевізник, який на той час обслуговував аеропорт, припинив роботу. 
.
При довжині 1700 м стара злітно-посадкова смуга була достатньою для посадки невеликих регіональних літаків, якими керувала лише Borajet у Туреччині. 

Будівництво нового аеропорту почалося поруч із старим у 2018 році. 
Аеропорт, який коштує 1,2 мільярда турецьких лір, має злітно-посадкову смугу 2700 м, а будівля термінала має площу 16 000 м². 

Перон нового аеропорту має місткість сім літаків і здатний приймати широкофюзеляжні та вантажні літаки. 

Аеропорт було знову відкрито 25 березня 2022 року. 

## Авіалінії та напрямки, вересень 2023
| Авіакомпанія     | Пункт призначення      |
| ---------------- | ---------------------- |
| AnadoluJet       | Стамбул–Сабіха Гьокчен |
| Turkish Airlines | Стамбул                |

## Статистика
Див. джерело запитів Вікіданих та джерела.